# Россия будущего
«Росси́я бу́дущего» (до 19 мая 2018 года — «Па́ртия прогре́сса», до 8 февраля 2014 года — «Наро́дный алья́нс») — незарегистрированная российская либеральная политическая партия. С первых дней своего существования партия причисляла себя к сторонникам Алексея Навального. Сам политик стал членом партии, а позднее и её председателем в 2013 году, после того, как занял второе место на выборах мэра Москвы.
Министерство юстиции Российской Федерации многократно отказывало или лишало партию государственной регистрации.
В 2021 году министерство юстиции зарегистрировало смену названия «Партии свободных граждан», не связанной со сторонниками Навального, на «Россия будущего».

## История

### «Народный альянс»

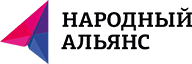
Логотип партии «Народный альянс» в 2012—2014 годах

26 июля 2012 года Леонидом Волковым было объявлено о намерении создания партии на базе проекта «Демократия-2». 30 июля в Москве был сформирован организационный комитет Всероссийской политической партии «Народный альянс». 31 июля уполномоченный оргкомитетом Леонид Волков сдал все необходимые для регистрации оргкомитета документы в Министерство юстиции.
15 декабря 2012 года в Москве состоялся учредительный съезд партии, на котором выступил Алексей Навальный. Учредительный съезд принял устав и программу партии, а также избрал состав центрального совета.
10 апреля 2013 года партия «Народный альянс» подала в Минюст России документы на регистрацию. Минюст должен был ответить на заявление о регистрации партии до 10 мая, однако 30 апреля Минюст приостановил регистрацию партии. 14 мая, после получения заключения Минюста РФ о приостановке регистрации партии и его правового анализа, партия выступила с заявлением о максимально возможном устранении замечаний Минюста, несмотря на то, что, по мнению партии, большая часть замечаний не соответствует закону, а часть положений устава, в которых были найдены «нарушения», соответствует уставам таких партий, как «Единая Россия», КПРФ и «Альянс зелёных». 15 июня состоялся второй съезд партии, на котором были приняты поправки в устав, необходимые для повторной подачи документов в Минюст. 5 июля 2013 года ведомство вновь отказало партии в регистрации.
15 сентября 2013 года, после участия в досрочных выборах мэра Москвы, Алексей Навальный заявил о возможности возглавить партию. Он заявил, что не вступал в партию раньше, поскольку боялся, что власти не станут в таком случае её регистрировать. Политик назвал «Народный альянс» «самой живой» из существующих партий и пообещал продолжать попытки официально зарегистрировать её.
17 ноября 2013 года партия провела новый учредительный съезд. Была представлена новая программа, в разработке которой принимал участие бывший ректор Российской экономической школы Сергей Гуриев. Алексей Навальный был избран председателем партии в ходе голосования делегатов партийного съезда. За кандидатуру Навального проголосовало 88 из 108 делегатов. На третьем съезде партии также были сформированы и утверждены новые составы центрального совета и центральной контрольно-ревизионной комиссии.

### «Партия прогресса»

Логотип «Партии прогресса» в 2014—2018 годах

В ноябре 2013 года, на следующий день после избрания Навального председателем «Народного альянса», партия Андрея Богданова «Родная страна» подала в Минюст документы об изменении своего названия на «Народный альянс». 27 ноября 2013 года министерство утвердило смену наименования. Это сделало невозможным последующую регистрацию под названием «Народный альянс» партии Навального, так как существование двух партий с одинаковыми названиями противоречит закону. В этой связи 20 января 2014 года Минюст приостановил регистрацию партии. 8 февраля состоялся внеочередной съезд с участием делегатов от региональных отделений партии, на котором были приняты поправки к уставу, обновлён состав центрального совета, было утверждено решение о переименовании партии «Народный альянс» в «Партию прогресса».
19 февраля 2014 года «Партия прогресса» была зарегистрирована Министерством юстиции в качестве партии, 25 февраля информация о партии была внесены в Единый государственный реестр юридических лиц. 2 апреля 2014 года ведомство заявило о возможности отзыва регистрации партии.
8 апреля 2014 года «Партия прогресса» в Верховном суде Российской Федерации добилась признания пункта 41 административного регламента Министерства юстиции недействительным в отношении политических партий.
22 августа 2014 года «Партия прогресса» уведомила Минюст о продлении срока регистрации региональных отделений в соответствии со статьёй 15 закона «О политических партиях», имея в тот момент 15 зарегистрированных региональных отделений из необходимых 43. 24 сентября 2014 года «Партия прогресса» повторила уведомление, имея уже 40 зарегистрированных региональных отделений.
На прошедших в единый день голосования 14 сентября 2014 года выборах 5 членов «Партии прогресса» стали муниципальными депутатами в Московской области и Санкт-Петербурге.
26 сентября 2014 года в блоге лидера партии Алексея Навального было сообщено о регистрации 43 региональных отделений, что означает выполнение требований Минюста для регистрации политических партий, к 2 октября было зарегистрировано отделение в Чувашии и Оренбургской области.
27 сентября 2014 года «Партия прогресса» объявила о преодолении барьера по регистрации 43 региональных отделений. По словам председателя партии Алексея Навального, были получены документы о регистрации 42 отделений, и вступило в силу решение суда, обязывающее отделение Минюста по Санкт-Петербургу зарегистрировать соответствующее отделение партии. Однако источники газеты «Известия» утверждали, что для регистрации партии необходимо, чтобы документы на регистрацию всех региональных отделений были поданы до окончания шестимесячного срока со дня регистрации партии, за исключением регионов, в которых идут судебные процессы по отказу в регистрации. Как заявил секретарь центрального совета партии Дмитрий Крайнев, «на 25 августа у нас было зарегистрировано 15 отделений, и шли суды в 45 регионах. В течение месяца после шестимесячного срока мы обязаны предоставить свидетельство о государственной регистрации региональных отделений. Но в п. 7 ст. 15 федерального закона „О политических партиях“ делается оговорка, что если на момент окончания срока не завершились суды по обжалованию либо имеется приостановление государственной регистрации, то сроки продлеваются.».
При регистрации региональных отделений партия столкнулась с многочисленными отказами региональных отделений Минюста (к 27 сентября 2014 года — более 160). По словам секретаря Центрального совета «Партии прогресса» и юриста Дмитрия Крайнева, последние отказы были абсурдны: в частности в Курской области в регистрации отказали из-за того, что вторая строчка, которую пришлось перенести, начиналась не с пробела. Отказы в регистрации региональных отделений обжалуются в судах, кроме того, в партии рассматривается возможность подачи жалобы в ЕСПЧ в случае, если партия не будет зарегистрирована.
28 апреля 2015 года Минюст России принял решение о лишении государственной регистрации партии; руководство партии заявило о намерении оспаривать решение Минюста вплоть до ЕСПЧ.
11 января 2018 года председатель партии Алексей Навальный заявил, что руководство объединения пыталось зарегистрировать с 2012 года и провело для этого 6 съездов. На 17 января 2018 года было назначено заседание оргкомитета партии, а на 3 марта запланирован учредительный съезд.

### «Рабочее название»
22 февраля 2018 года бывший заместитель координатора московского штаба президентской кампании Алексея Навального Виталий Серуканов заявил на своей странице в Facebook’е, что в Министерство юстиции поданы документы на регистрацию партии на базе партии «Гражданская позиция» под тем же названием: «Партия прогресса». Навальный заявил, что у него пытается украсть название партии политтехнолог Андрей Богданов, как это уже было в 2013 году с названием «Народный альянс». 19 марта 2018 года в ЕГРЮЛ внесли записи о переименовании партии «Гражданская позиция» Богданова в «Партию прогресса».
3 марта 2018 года должен был состояться учредительный съезд партии под другим названием, однако 2 марта, через час после уведомления Навальным Минюста о времени и месте съезда, арендодатель помещения заявил о расторжении договора из-за позиции владельца здания. Также она рассказала о том, что, помимо договора, есть такие «силы», которые «вне контроля даже генерального директора», при этом упомянув, что владелец связан с правительством. В итоге съезд партии не состоялся.
29 марта в Министерство юстиции вновь было отправлено уведомление об образовании организационного комитета в целях подготовки, созыва и проведения учредительного съезда партии «Рабочее название». Навальный рассказал, что сначала партия будет зарегистрирована под таким названием, а позднее её переименуют.

### «Россия будущего»
19 мая 2018 года был проведён учредительный съезд партии «Россия будущего», на котором делегаты также проголосовали за принятие нового устава. Главой партии (секретарём Центрального совета партии) был избран Иван Жданов. 18 июля Навальный сообщил, что Министерство юстиции 10 июля 2018 года приостановило регистрацию создания партии до 10 октября 2018 года, выявив восемь нарушений в тексте устава.
6 августа 2018 года сторонники Навального вновь подали в Минюст документы для возобновления регистрации «России будущего», сообщив о проведении съезда и 55 региональных собраний. 27 августа 2018 года в регистрации партии было отказано.
20 февраля 2019 года в «Новой газете» была опубликована информация о том, что организационный комитет вновь проведёт учредительный съезд 28 марта. В девятый раз учредительный съезд, в ходе которого также был избран новый Центральный совет партии и председатель, прошёл 28 марта 2019 года в доме отдыха под городом Тарусой в Калужской области. Партию вновь возглавил Навальный. 16 мая юристы ФБК в девятый раз подали документы о регистрации партии в Минюст, создав 56 региональных отделений. 27 мая 2019 года Минюст в девятый раз отказал партии в регистрации в связи с тем, что партия под названием «Россия будущего» уже существует. Тем не менее в базе данных Министерства юстиции партии с таким названием найти не удалось. До этого Минюст уже дважды регистрировал организации, которые назывались как партии Навального. 21 сентября 2020 года партия-спойлер была ликвидирована Верховным судом. Директор ФБК Иван Жданов заявил, что дело об отказе в регистрации коммуницировано в ЕСПЧ, и новая подача документов для регистрации партии пока не планируется.

## Идеология
Партия придерживается либерализма одновременно с определёнными идеями социального государства. Партия указывает, что Россия является частью европейской цивилизации, в которой важную роль играют свобода, самоуважение и ответственность человека, а нужность участия государства в различных общественных отношениях, включая экономику, культуру или семью, постепенно уменьшается. Поэтому в будущем и по мере развития, согласно партии, российское государство должно будет взять на себя роль арбитра, отказавшегося от активного вмешательства в общественные отношения, но следящего за тем, чтобы никто не нарушал установленных правил.
Программа партии выступала за децентрализацию власти в России, сокращение числа государственных чиновников, люстрацию лиц, ответственных за политические репрессии, и сокращение полномочий президента, возможно, переход к парламентской республике при верховенстве закона и обеспечение независимости судебной власти.
В качестве воплощения идеи социального государства партия рассматривает задачу преодоления слишком большого экономического неравенства между россиянами, решение проблемы социальной напряжённости, а также «переход к социальному миру, основанному на принципах справедливости и равенства перед законом всех граждан России».
В экономике партия придерживается центристских взглядов, согласно которым необходимо избегать как полной свободы экономических отношений, которая является причиной слишком большого экономического и социального неравенства, так и распределения общественных благ на уравнительной основе, что является причиной замедления экономического и социального развития.

## Руководящие органы
Действующий состав Центрального совета партии «Россия будущего»:
- Сергей Бойко — координатор штаба Навального в Новосибирске. Депутат Совета депутатов Новосибирска VII созыва.
- Николай Ляскин — сотрудник ФБК.
- Руслан Шаведдинов — менеджер проектов ФБК. 23 декабря 2019 года у него был проведён обыск, он был лишён мобильной связи и возможности вызвать адвоката. После обыска он был задержан и вывезен из Москвы на архипелаг Новая Земля для прохождения военной службы. Шаведдинов оспаривал свою годность к военной службе, но 23 декабря Мосгорсуд во второй инстанции отказал ему[57][58]. Отслужил год и вернулся[59].
- Иван Жданов — директор ФБК.
- Александр Помазуев — юрист ФБК.

Состав Центрального совета партии «Россия будущего» (до марта 2019 года):
- Иван Жданов — секретарь Центрального совета партии «Россия будущего», директор ФБК, руководитель юридического отдела ФБК.
- Георгий Албуров — сотрудник ФБК.
- Николай Ляскин — сотрудник ФБК.
- Александр Помазуев — юрист ФБК.
- Роман Рубанов — директор ФБК (до декабря 2018 года).
- Любовь Соболь — юрист ФБК и антикоррупционного проекта «РосПил» (до августа 2018 года), генеральный продюсер YouTube-канала «Навальный LIVE», общественно-политический деятель.
- Руслан Шаведдинов — сотрудник ФБК.

Состав Центрального совета «Партии прогресса» (до мая 2018 года):
- Алексей Навальный — экс-председатель «Партии прогресса», учредитель «Фонда борьбы с коррупцией» (ФБК). (до 16.02.2024)
- Георгий Албуров — сотрудник ФБК, координатор проектов «РосВыборы» и «Добрая машина правды».
- Владимир Ашурков — бывший исполнительный директор ФБК.
- Леонид Волков — экс-депутат Екатеринбургской городской Думы, руководитель предвыборного штаба Алексея Навального на выборах мэра Москвы и президента России.
- Евгений Доможиров — экс-депутат Законодательного собрания Вологодской области.
- Николай Ляскин — сотрудник ФБК, председатель московского отделения «Партии прогресса».
- Владислав Наганов — эксперт ФБК, доверенное лицо Алексея Навального на выборах мэра Москвы.
- Наталья Михаленкова - секретарь Алексея Навального до 2022 года, в 2023 ей было запрещено покидать страну. Последним временем за ней «охотятся» сотрудники ФСБ. Она является со-основателем фильма «Дворец Путина».
- Роман Рубанов — директор ФБК.
- Любовь Соболь — юрист ФБК и антикоррупционного проекта «РосПил», общественно-политический деятель.